# Samuel Inkoom
Samuel Inkoom (Sekondi-Takoradi 1 juni 1989) is een Ghanees voormalig voetballer die doorgaans speelde als rechtsback. Tussen 2006 en 2023 was hij actief voor Sekondi Hasaacas, Asante Kotoko, FC Basel, Dnipro, SC Bastia, Platanias, D.C. United, Boavista, Antalyaspor, Vereja, Doenav Roese, FC Samtredia, Torpedo Koetaisi en Hearts of Oak. Inkoom maakte in 2008 zijn debuut in het Ghanees voetbalelftal en kwam uiteindelijk uiteindelijk tot vierenveertig interlandoptredens.

## Clubcarrière
Inkoom begon zijn carrière bij Sekondi Hasaacas, waar hij bleef tot en met 2007. Op 1 januari 2008 tekende hij bij Asante Kotoko. Op 26 april 2009 tekende hij een driejarig contract bij de Zwitserse club FC Basel. Hij werd al snel een belangrijke speler en in 2010 werden de Zwitserse competitie en beker gewonnen. Op 23 januari 2011 maakte de Ghanees een recordtransfer door voor tien miljoen dollar verkocht te worden aan Dnipro.
In de eerste helft van het kalenderjaar 2013 werd Inkoom nog verhuurd aan SC Bastia, omdat hij bij Dnipro geen vaste basisspeler meer was. In de eerste helft van 2014 werd hij verhuurd aan Platanias en in de zomer van 2014 maakte hij de overstap naar D.C. United in de Verenigde Staten. Na een jaar keerde hij terug naar Europa, waar Boavista zijn nieuwe club werd. Een halfjaar later verkaste Inkoom weer, nu tekende hij bij Antalyaspor. Een jaar later werd Vereja zijn nieuwe werkgever. Na een halfjaar verliet de Ghanees deze club weer.
In januari 2018 werd Al-Merreikh zijn nieuwe werkgever. Deze overstap ging niet door nadat Inkoom door wereldvoetbalbond FIFA voor een jaar geschorst werd vanwege het niet betalen van zijn zaakwaarnemer. Na deze schorsing kreeg hij de Ghanees een contract voor anderhalf jaar bij Doenav Roese. Een jaar later nam FC Samtredia de rechtsback over. In februari 2021 ging hij naar Torpedo Koetaisi, waar hij in januari van het jaar erop weer vertrok. In april 2022 keerde hij terug naar Ghana, om voor Hearts of Oak te gaan spelen. Na zijn vertrek bij deze club een jaar later besloot Inkoom op vierendertigjarige leeftijd een punt te zetten achter zijn actieve loopbaan.

## Interlandcarrière
De rechterverdediger is een oud-speler van Ghana –20, waarmee hij het Afrikaans jeugdkampioenschap 2009 in Rwanda wist te winnen. Op 20 november 2008, tegen Tunesië, mocht Inkoom zijn debuut maken in het eerste nationale team. De verdediger speelde ook mee op het WK 2010, toen hij in de achtste finale tegen de Verenigde Staten in de basis mocht beginnen als rechtsback. Later werd hij ook opgenomen in de selectie voor het WK 2014, maar hier kwam hij niet in actie.